# Тріс(8-гідроксихінолінат)алюміній
Тріс(8-гідроксихінолінат)алюміній — це хімічна сполука з формулою Al(C9H6NO)3. Широко використовуваним є скорочення Alq3. Це координаційний комплекс, в якому алюміній зв'язаний бідентатним чином з трьома лігандами 8-гідроксихіноліну.

## Структура
Відомі як меридіональні (mer-), так і лицьові (fac-) ізомери, а також кілька поліморфних форм (форм різної кристалічної структури).
У октаедричному координаційному комплексі з трьома лігандами одного і трьома лігандами іншого типу (або ж як увипадку Alq3 — три бідентатні ліганди) є можливими два ізомери — меридіональний (mer-) та лицевий (fac-). У першому випадку (mer-) — три ліганди одного типу розміщені в площині, що проходить через центральний атом (металу) координаційного комплексу. У другому (fac-) — три ліганди одного типу розміщені в площині, що співпадає з однією з граней октаедра.
|                                    |                                    |
| Теплова еліпсоїдна модель mer-Alq3 | Теплова еліпсоїдна модель fac-Alq3 |

## Синтез
Цю сполуку отримують реакцією 8-гідроксихіноліну зі сполукою алюмінію(III):
Al3+ + 3 C9H6NOH → Al(C9H6NO)3 + 3 H+

## Застосування
Alq3 є поширеним компонентом органічних світлодіодів (OLED). Зміна замісників на хінолінових кільцях ліганду впливає на його люмінесцентні властивості.